# Beijing Great Wall
Le Beijing Great Wall est un club féminin chinois de basket-ball  évoluant dans la ville de Pékin (Beijing) et participant au Championnat de Chine de basket-ball féminin.

## Palmarès
- Championnat de Chine 2016[1]

## Effectif 2012-2013
Dans ce nom chinois, le nom de famille précède le nom personnel.
| Numéro | Nom           | Née le           | Taille | Nationalité  | Poste         |
| 4      | Qi Site       | 1990             | 1,80 m | Chine        | Ailière       |
| 5      | Zheng XiangLi | 1984             | 1,74 m | Chine        | Meneuse       |
| 6      | Zhang Fan     | 22 août 1984     | 1,88 m | Chine        | Ailière forte |
| 7      | Feng Fan      | 1990             | 1,85 m | Chine        | Ailière forte |
| 8      | Zhang Lin     | 1983             | 1,93 m | Chine        | Pivot         |
| 10     | Sun XiaoYu    | 1984             | 1,90 m | Chine        | Ailière forte |
| 11     | Liu Meitong   | 1992             | 1,88 m | Chine        | Ailière forte |
| 13     | Zhao Hui      | 1982             | 1,96 m | Chine        | Meneuse       |
| 14     | Yeong-Ok Kim  | 1974             | 1,70 m | Corée du Sud | Arrière       |
| 33     | Sophia Young  | 15 décembre 1983 | 1,86 m | États-Unis   | Ailière forte |

Entraîneur : Xu Li Min
Assistants : Wang Jianming, Ma Lihua